# Danuta Jazłowiecka
Danuta Jazłowiecka z domu Kubica (ur. 19 maja 1957 w Opolu) – polska polityk i urzędnik samorządowy, posłanka na Sejm V, VI i X kadencji (2005–2009, od 2023), posłanka do Parlamentu Europejskiego VII i VIII kadencji (2009–2019), senator X kadencji (2019–2023).

## Życiorys
Córka Józefa i Krystyny. Ukończyła studia w Wyższej Szkole Inżynierskiej w Opolu. Do 1991 prowadziła własną działalność gospodarczą. W latach 1992–1993 była założycielką i koordynatorką Polsko-Amerykańskiego Klubu Przedsiębiorczości przy Opolskim Centrum Demokracji Lokalnej. Od 1993 do 1995 sprawowała funkcję sekretarza Rady Nadzorczej Polskiego Radia Opole. W 1999 była dyrektorem Wydziału Rozwoju Regionalnego Urzędu Wojewódzkiego w Opolu, a do 2003 pełniła funkcję dyrektora Departamentu Integracji Europejskiej Urzędu Marszałkowskiego województwa opolskiego. Następnie pracowała jako naczelnik Wydziału ds. Europejskich i Planowania Rozwoju Urzędu Miasta Opola.
W 2004 z listy Platformy Obywatelskiej bezskutecznie kandydowała do PE, a w 2005 została wybrana na posła V kadencji w okręgu opolskim. W wyborach parlamentarnych w 2007 po raz drugi uzyskała mandat poselski, otrzymując 24 859 głosów. W tym samym roku została wybrana wiceprzewodniczącą Zgromadzenia Parlamentarnego Rady Europy. W tym samym roku otrzymała tytuł „Przyjaciela Szkoły” Publicznego Zespołu Szkół im. Polskich Noblistów w Łambinowicach.
W 2009 z listy PO została wybrana na deputowaną do Parlamentu Europejskiego w okręgu dolnośląsko-opolskim. Została członkinią Europejskiej Partii Ludowej, Komisji Zatrudnienia i Spraw Socjalnych oraz Komisji Gospodarczej i Monetarnej. W 2013 za pracę nad unijną dyrektywą o delegowaniu pracowników otrzymała nagrodę Labor Mobilis.
W 2014 ponownie zdobyła mandat posłanki do Parlamentu Europejskiego, obejmując w VIII kadencji PE funkcję wiceprzewodniczącej Komisji Zatrudnienia i Spraw Socjalnych. W 2019 nie wystartowała w wyborach do PE. W tym samym roku z ramienia Koalicji Obywatelskiej została natomiast wybrana do Senatu X kadencji w okręgu nr 52. W 2023 była kandydatką do Sejmu z okręgu opolskiego z listy KO. Uzyskała mandat posłanki X kadencji z wynikiem 11 580 głosów. W 2024 z ramienia KO bez powodzenia startowała w kolejnych wyborach europejskich.

## Wyniki w wyborach ogólnopolskich
| Wybory | Komitet wyborczy                   | Komitet wyborczy      | Organ                            | Okręg          | Wynik           |
| ------ | ---------------------------------- | --------------------- | -------------------------------- | -------------- | --------------- |
| 2004   |                                    | Platforma Obywatelska | Parlament Europejski VI kadencji | nr 12          | 11 427 (1,93%)  |
| 2005   | Sejm V kadencji                    | Platforma Obywatelska | nr 21                            | 14 248 (5,34%) |                 |
| 2007   | Sejm VI kadencji                   | Platforma Obywatelska | nr 21                            | 24 859 (6,75%) |                 |
| 2009   | Parlament Europejski VII kadencji  | Platforma Obywatelska | nr 12                            | 62 329 (8,79%) |                 |
| 2014   | Parlament Europejski VIII kadencji | Platforma Obywatelska | nr 12                            | 38 652 (5,84%) |                 |
| 2019   |                                    | Koalicja Obywatelska  | Senat X kadencji                 | nr 52          | 60 597 (54,54%) |
| 2023   | Sejm X kadencji                    | Koalicja Obywatelska  | nr 21                            | 11 580 (2,41%) |                 |
| 2024   | Parlament Europejski X kadencji    | Koalicja Obywatelska  | nr 12                            | 17 193 (1,50%) |                 |

## Odznaczenia i wyróżnienia
W 1998 odznaczona Brązowym Krzyżem Zasługi. W 2014 przyznano jej tytuł honorowego obywatela Głogówka.